# Cap Mala
Le cap Mala (en espagnol : Punta Mala) est un cap situé dans le sud du Panama, le point sud-est de la péninsule d'Azuero, dans la Los Santos.

## Description
En raison de sa position stratégique, l’armée américaine avait construit une installation de quatre étages pour la défense du canal de Panama dans les années 1940. Cette installation a ensuite été transférée au Panama et a été abandonnée pendant des décennies.
Plus tard, en octobre 1999, la présidente de l'époque Mireya Moscoso a fait effectuer des réparations, apparemment avec son propre argent, pour en faire son domicile présidentiel .
Au bout de ce cap on trouve le phare du cap Mala.